# MultiCam

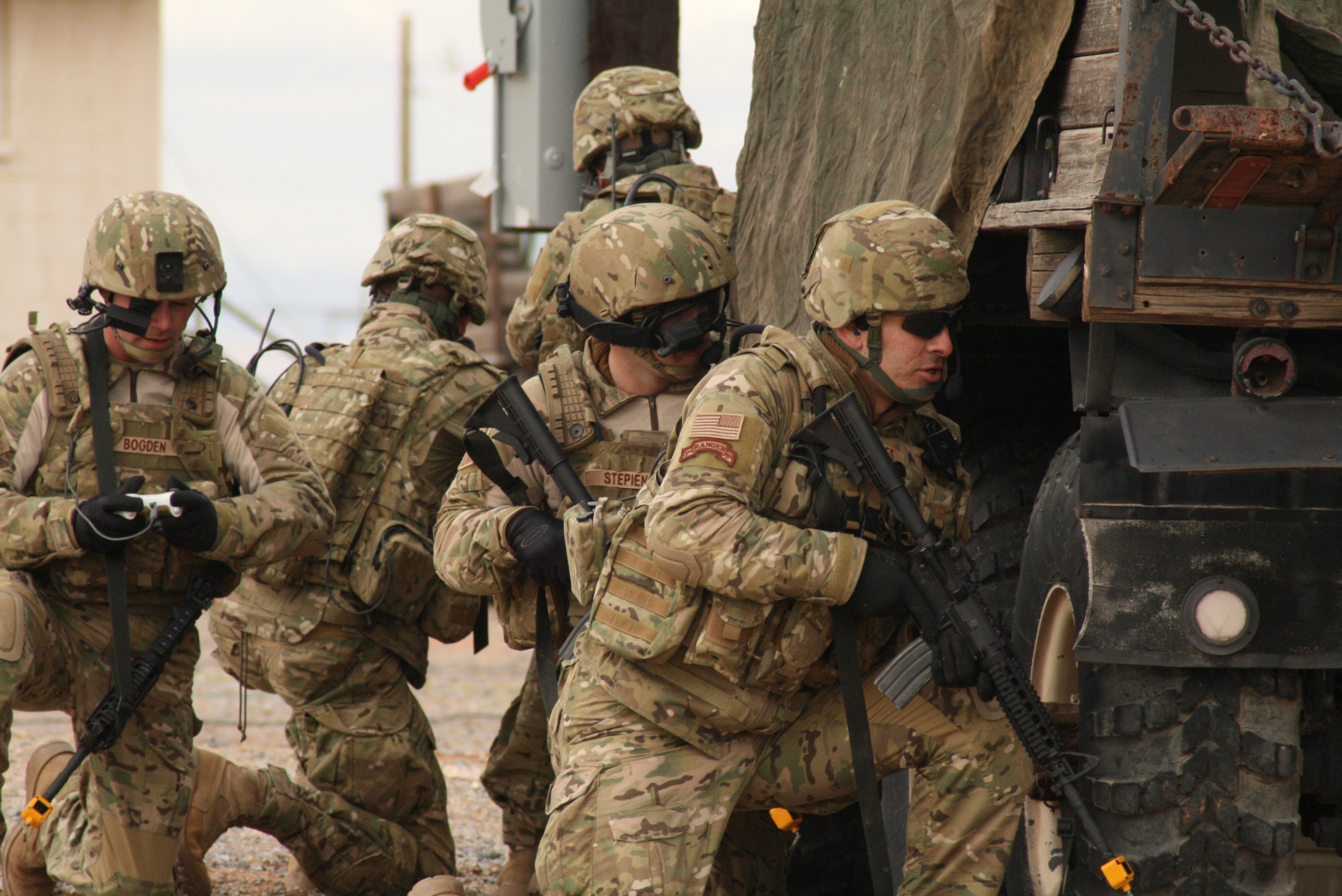
MultiCam軍服

MultiCam®，全名Multi-Environment Camouflage®，為美国Crye Precision公司所设计，意即多地形迷彩。

## 概要
因阿富汗戰事需要而被英、美陸軍採用；美軍在2010年代早期使用時稱為持久自由行動迷彩樣式（Operation Enduring Freedom Camouflage Pattern，OEF-CP或OEFP），隨後美軍根據多地形迷彩的原始圖案「天蠍星」（Scorpion）開發出相似的作戰迷彩樣式。英軍則是以此基礎設計的多地形樣式（Multi-Terrain Pattern，MTP）。
澳軍隨後亦比照MTP模式、採用專屬澳洲多地形迷彩樣式（Australian MultiCam Pattern，AMP）。

## 發展簡史
- 2001年－2002年：依美國陸軍目標兵力戰士（Objective Force Warrior，OFW）子計畫天蠍星計畫（Scorpion program）， 與美國陸軍納堤克士兵中心（U.S. Army Natick Soldier Center（英语：United States Army Natick Soldier Research, Development and Engineering Center））合作研發[2]，並發表原型成品[3]。
- 2002年－2004年：以原型成品為基礎修改，参与美國陸軍通用迷彩測試（U.S. Army universal camouflage trials），卻鎩羽而歸；期間由俗稱天蠍星迷彩樣式（Scorpion camouflage pattern）正式命名為MultiCam。
- 2006年：美國未來戰士（Future Force Warrior，FFW）子計畫大地勇士（Land Warrior）作戰服迷彩。
- 2007年：美國未來戰鬥系統展示部隊作戰服迷彩。
- 2010年：英、美駐阿富汗部隊作戰服換裝其迷彩以因應當地環境[4][5]。
- 2011年：澳洲除駐阿富汗特種部隊已使用外，並取得授權生產、交由CP設計專屬迷彩樣式[6]。
- 2013年：CP在其multicampattern网站上宣布将在2013年11月25日推出新的针对军警用户的MultiCam图样MultiCam 黑色（Black），并由TRU-SPEC分销[7]。此外，也針對各地形推出旱地（Arid）、熱帶（Tropic）及高山（Alpine）版本。[8]

## 式樣差異
MultiCam使用七種色調，因應不同環境、季節、海拔和亮度變化。MTP、AMP與原來MultiCam顯著差異在迷彩圖塊上；MTP參考DPM、AMP則於細部保留DPCU特徵。

## 官方授權公司
官方授權可使用MultiCam的公司或企業可於以下網站查詢：
http://multicampattern.com/where_to_buy_multicam/（页面存档备份，存于）
要注意的是並不是所有官方授權的公司或企業的產品都會有標籤牌，因為這些公司或企業在購買布料時只會贈送一定數目的標籤牌，若要增加數量則須額外付費購買，成本會上升。所以沒有標籤牌的產品未必不是官方授權的產品，以官方網站作為檢查準則會較為合適。

## 使用者
- 阿富汗伊斯兰共和国
  - 阿富汗內務部
  - 阿富汗國民軍特種部隊
- 阿富汗伊斯蘭酋長國
  - 伊斯蘭酋長國軍
    - 特種部隊單位

  - 阿富汗內務部
- 阿尔巴尼亚
  - 阿爾巴尼亞地面部隊
    - 特種作戰團
- 安哥拉
  - 陸軍特種部隊
- 阿根廷
  - 特種部隊單位
- 亞美尼亞
  - 亞美尼亞陸軍
    - 特種部隊單位
- - 澳洲國防軍：採用以Multicam衍生的迷彩AMCU（英语：Australian Multicam Camouflage Uniform）。
    - 澳洲特種作戰司令部：採用原版及AMCU。

  - 澳洲聯邦警察
    - 警察戰術小組

  - 維多利亞警察局
    - 特別行動組

  - 昆士蘭警察局
    - 緊急應變單位
- 奥地利
  - 奧地利陸軍
    - 獵人突擊隊
- - 特種部隊單位
- 白俄羅斯
  - 白羅斯共和國內務部
  - 白羅斯共和國國家安全委員會
- 比利时
  - 比利時地面部隊
    - 特種作戰團
- 巴西
  - 巴西海軍
    - 特種部隊單位

  - 巴西聯邦警察
- 加拿大
  - 加拿大軍隊
    - 加拿大特種作戰部隊司令部
- 智利
  - 智利海軍陸戰隊
  - 海軍特戰部
  - 空軍突擊隊
- 賽普勒斯
  - 塞浦路斯國民警衛隊
    - 特種部隊單位
- 捷克
  - 捷克陸軍
    - 第601特種部隊團
- 丹麦
  - 丹麥國防軍
- 刚果民主共和国
  - 特種部隊單位
- 埃及
  - 埃及陸軍
    - 特種部隊單位
- 爱沙尼亚
  - 愛沙尼亞國防軍特種作戰部隊
  - 愛沙尼亞警察及邊防局
    - K突擊隊
- 芬兰
  - 芬蘭國防軍
    - 特種部隊單位（採用Multicam Tropic）

  - 芬蘭邊防衛隊（採用Multicam Tropic）
- 法國
  - 法國軍隊
    - 法國特種作戰司令部
- - 喬治亞國防軍
  - 喬治亞內務部
- 德国
  - 德國聯邦國防軍
    - 特種部隊單位

  - 德國聯邦警察
    - 第9國境守備群
- 希腊
  - 希臘武裝部隊
    - 特種部隊單位
- 香港
  - 香港警務處
    - 特別任務連（曾經採用Multicam，現時主要採用Multicam Tropic）
    - 反恐特勤隊（被UFPRO作戰裝束所取代）
    - 水警總區
      - 小艇分區

  - 香港海關
- 匈牙利
  - 匈牙利國防軍
    - 特種部隊單位
- 印度尼西亞
  - 印尼國民軍
    - 特種部隊單位
- 伊朗
  - 伊朗伊斯蘭革命衛隊
- 伊拉克
  - 伊拉克內務部
    - 危機應變小組
- 伊拉克库尔德斯坦
  - 佩什梅格
    - 特種部隊單位
- 愛爾蘭
  - 愛爾蘭陸軍遊騎兵聯隊
- 義大利
  - 義大利武裝部隊
    - 特種部隊單位
- 日本
  - 陸上自衛隊特殊作戰群
- 约旦
  - 約旦軍隊
    - 約旦特種作戰司令部
- - 哈薩克軍隊
    - 特種部隊單位

  - 哈薩克共和國國家安全委員會
    - 特種部隊單位
- 科索沃
  - 科索沃安全部隊
    - 特種部隊單位
- - 國家安全委員會
    - 特種部隊單位
- 拉脫維亞
  - 拉脫維亞國家武裝部隊
    - 特別任務單位
- 立陶宛
  - 立陶宛武裝部隊
    - 特種部隊單位
- 馬爾地夫
  - 馬爾代夫國防軍
    - 特種部隊單位
- 馬爾他
  - 馬耳他武裝部隊
- 摩尔多瓦
  - 摩爾多瓦陸軍
    - 特種部隊單位
- 蒙特內哥羅
  - 黑山軍隊
- 荷蘭
  - 荷蘭皇家陸軍
    - 突擊隊軍團

  - 荷蘭皇家海軍陸戰隊
    - 海上特種作戰部隊
- 新西兰
  - 紐西蘭國防軍
    - 紐西蘭特種空勤團
- ：採用未授權仿製版。
  - 朝鮮人民軍特種部隊[9]
- 北馬其頓
  - 特警單位
- 挪威
  - 挪威國防軍
    - 特戰司令部
- 巴基斯坦
  - 巴基斯坦武裝部隊
    - 特種部隊單位
- 巴拿马
  - 巴拿馬國家航空海軍服務
- 中华人民共和国：包括未授權仿製版。
  - 中國人民解放軍陸軍特種部隊
  - 中國人民武裝警察部隊（使用在Multicam迷彩基礎上設計的21式冬夏兩種迷彩）
  - 公安特警單位
- 波蘭
  - 波蘭軍隊
    - 特種軍司令部（英语：Polish Special Forces）
    - 波蘭憲兵

  - 特警單位
- 葡萄牙
  - 葡萄牙武裝部隊
    - 特種部隊單位
- 塞族共和國
  - 特別反恐單位
- 中華民國
  - 中華民國陸軍
    - 特種部隊單位

  - 內政部警政署刑事警察局
    - 除暴特勤隊

  - 內政部警政署
    - 維安特勤隊
- 羅馬尼亞
  - 羅馬尼亞武裝部隊
    - 特種部隊單位
- 俄羅斯: 採用原版及未授權仿製版，其中軍隊於2023年正式採用Multicam迷彩的VKPO 3.0作戰裝束。
  - 俄羅斯陸軍
  - 俄羅斯空降軍
  - 俄羅斯海軍步兵
  - 格魯烏特種部隊
  - 俄羅斯聯邦武裝力量特種作戰部隊
  - 俄羅斯聯邦安全局
  - 俄羅斯聯邦國家近衛軍
- 新加坡
  - 新加坡武裝部隊
    - 特種作戰特遣隊

  - 新加坡警察部隊
    - 特警單位
- 斯洛伐克
  - 斯洛伐克陸軍
    - 第5特種部隊團
- 斯洛維尼亞
  - 斯洛文尼亞武裝部隊
    - 特種部隊單位
- - 大韓民國陸軍特戰司令部（第707特殊任務團採用Multicam Black）
  - 大韓民國海軍特戰戰團
  - 大韓民國空軍
    - 戰鬥管理隊
- 西班牙
  - 西班牙武裝部隊
    - 特種部隊單位
- 瑞典
  - 瑞典國防軍
    - 特別行動任務組
- 泰國
  - 泰國皇家陸軍
    - 特種部隊單位
    - 憲兵單位
- 突尼西亞
- 土耳其
  - 土耳其海軍
    - 特種部隊單位
- 乌克兰
  - 烏克蘭武裝部隊
    - 烏克蘭陸軍
    - 烏克蘭特種作戰部隊
    - 國土防衛軍

  - 烏克蘭內務部
    - 烏克蘭國家警察
    - 烏克蘭國民衛隊

  - 烏克蘭安全局
    - 阿爾法小組

  - 烏克蘭邊防局
- 英国
  - 英國武裝部隊（採用原版及改良版本MTP）

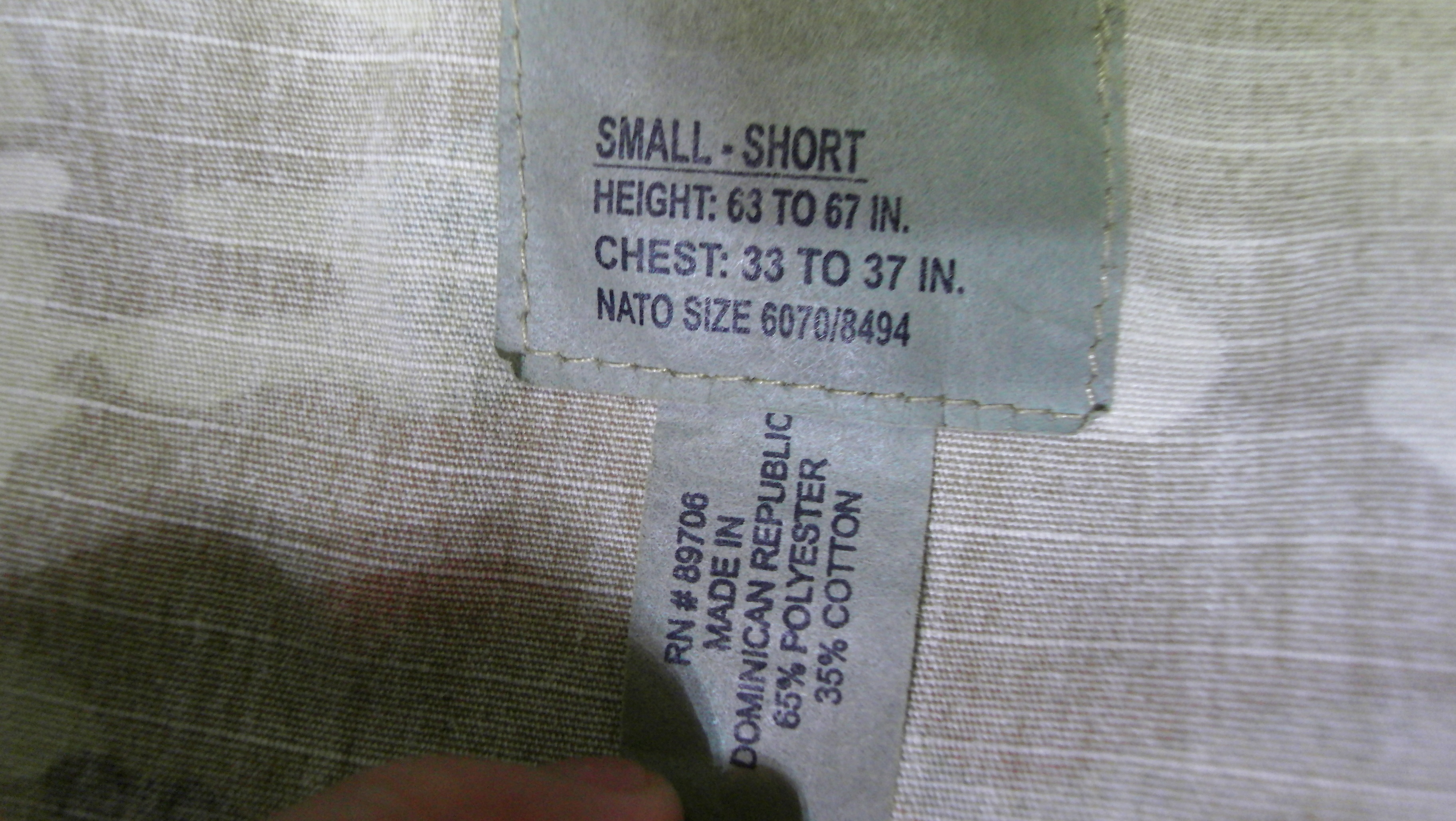
Multicam标签
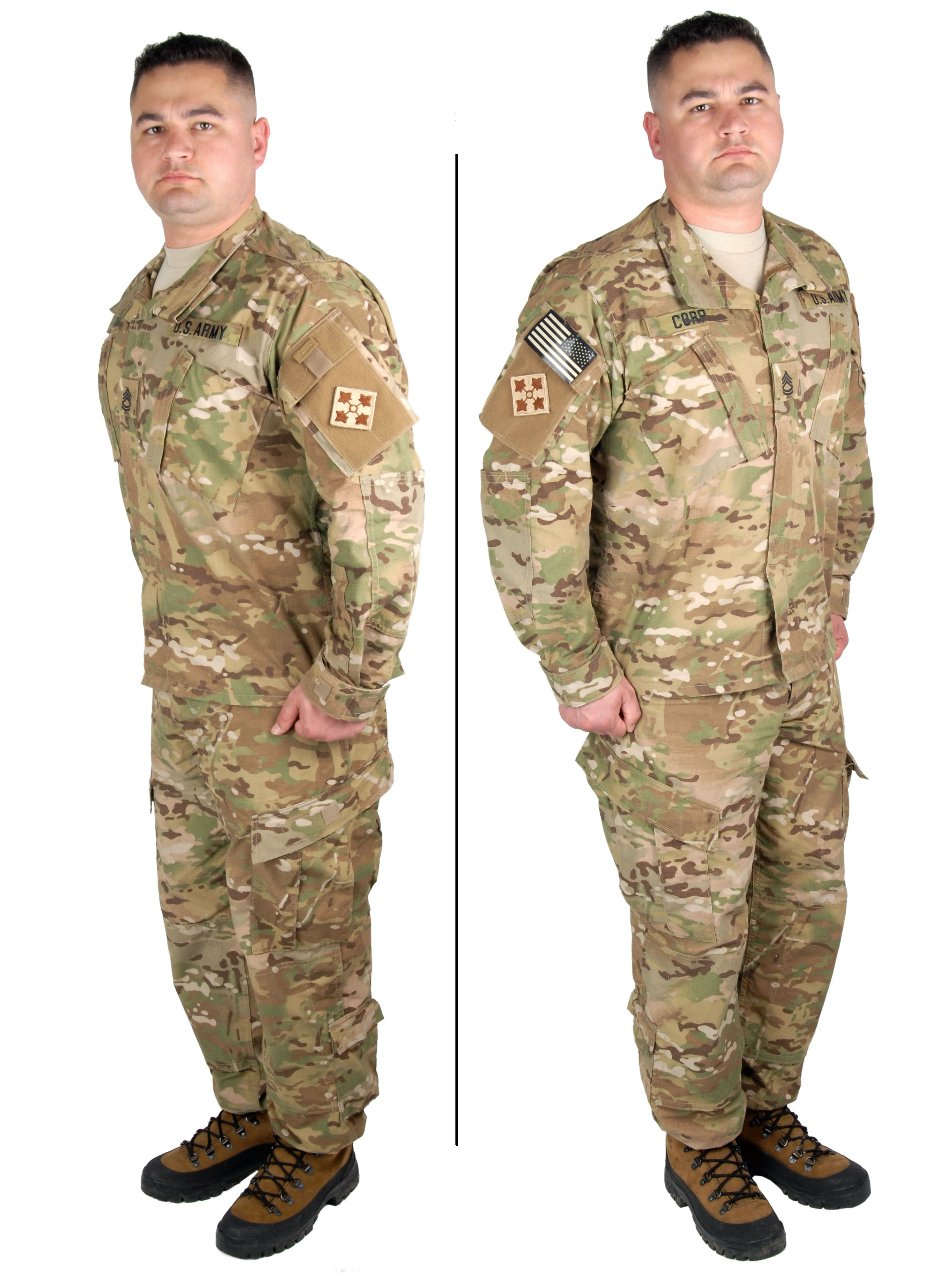
配發駐阿富汗美国陆军的OCP

    - 英國特種部隊
- 美国
  - 美國陸軍（採用改良版本OCP）
  - 美國空軍
  - 美國特種作戰司令部
  - 美國太空軍（採用改良版本OCP）
  - 美國國土安全部
    - 美國海岸警衛隊
    - 美國邊境巡邏隊

  - 美國司法部
    - 聯邦調查局
    - 美國緝毒局
    - 美國菸酒槍炮及爆裂物管理局
    - 美國法警局

  - 部份地方警察局及執法單位
- - 特種部隊單位
- 委內瑞拉: 採用未授權仿製版。

- Multicam标签
- 配發駐阿富汗美国陆军的OCP

## 相關
- 陸軍作戰服
- Crye Precision作戰服
- 未來突擊外殼技術頭盔
- 空氣框架頭盔

## 參註
1. ↑  Bob Morrison. . Joint Forces News.   [2023-01-22]. （原始内容存档于2023-01-22）.
2. ↑  . Defense Review. 2004-07-11  [2011-05-09]. （原始内容存档于2020-10-27）.
3. ↑  . The Official Home of the Department of Defense. 2002-05-23  [2011-05-09]. （原始内容存档于2014-12-23）.
4. ↑  . BBC News Online. 2009-12-20  [2011-05-12]. （原始内容存档于2019-10-18）.
5. ↑  . Army Times. 2010-02-20  [2011-05-12].
6. ↑  . The Sydney Morning Herald. 2011-05-30  [2011-06-16]. （原始内容存档于2011-06-11）.
7. ↑  . 2013-11-08  [2013-11-08]. （原始内容存档于2013-11-22）.
8. ↑  Crye Precision Releases New MultiCam Patterns and Reinvents Website （页面存档备份，存于）. Soldier Systems Daily. 2013-11-26.
9. ↑  .   [2020-10-16]. （原始内容存档于2020-10-19）.

## 外部連結
- MultiCam® - Home（页面存档备份，存于）